# New Castle (Virginia)
New Castle es un pueblo situado en el condado de Craig, Virginia, Estados Unidos. Tiene una población estimada, a mediados de 2023, de 121 habitantes.
Es la sede del condado.

## Demografía

### Censo de 2020
Según el censo de 2020, en ese momento había 125 habitantes y 75 viviendas en la localidad. La densidad de población era de 290.70 habitantes por km².

### Estimación 2018-2022
De acuerdo con la estimación 2018-2022 de la Oficina del Censo, el 30.4% de los habitantes tienen menos de 18 años, el 59.3% tienen entre 18 y 64 años, y el 10.3% tienen 65 años o más.
Los ingresos medios de las familias de la localidad son de $170,750. Alrededor del 12.9% de la población está por debajo de la línea de pobreza.

### Localidades adyacentes
El siguiente diagrama muestra a las localidades más próximas a New Castle.